# Parafia Matki Bożej Szkaplerznej i św. Dominika w Łabuniach
Parafia Matki Bożej Szkaplerznej i św. Dominika w Łabuniach – parafia należąca do dekanatu Krasnobród diecezji zamojsko-lubaczowskiej. Została utworzona w 1435. Mieści się przy ulicy Kościelnej. Prowadzą ją księża diecezjalni.
Do parafii należą wierni z następujących miejscowości:  Barchaczów, Bródek, Dąbrowa, Łabunie-Reforma, Łabunie, Łabuńki Pierwsze, Majdan Ruszowski, Mocówka, Ruszów-Kolonia, Ruszów, Wierzbie, Wólka Łabuńska.